# The Ghosts Among Us
The Ghosts Among Us es el segundo álbum de Our Last Night lanzado el 4 de marzo del 2008 por Epitaph Records el cual alcanzó el puesto #6 en el Billboard

## Lista de canciones
| N.º | Título                               | Duración |  |
| 1.  | «Symptoms of a Failing System»       | 4:36     |  |
| 2.  | «Timing Is Everything»               | 4:16     |  |
| 3.  | «Running the Clocks»                 | 3:42     |  |
| 4.  | «Recovery»                           | 3:50     |  |
| 5.  | «Escape»                             | 4:51     |  |
| 6.  | «Dreamcatcher»                       | 3:03     |  |
| 7.  | «Forecasting»                        | 3:43     |  |
| 8.  | «Surviving Disasters»                | 3:32     |  |
| 9.  | «This Is Your Lifesaver»             | 3:40     |  |
| 10. | «I Have Fought a Measureless Battle» | 3:39     |  |
| 11. | «The Messenger»                      | 4:00     |  |

## Personal
- Trevor Wentworth - screamings
- Matt Wentworh - guitarra, vocalista
- Colin Perry - guitarra rítmica, vocalista
- Alex Woodrow  - bajo
- Tim Molloy - batería